# Bernāti-Naturpark
Der Naturpark Bernāti liegt im Südwesten von Kurland im Bezirk Dienvidkurzeme zwischen den Orten Bernāti (deutsch Bernaten), Jūrmalciems (deutsch Jurmalen) und der Ostseeküste. Er befindet sich in der Bārtava-Ebene (lettisch Bārtavas līdzenums). Der höchste Punkt ist die Pūsēni-Bergdüne (36,8 m über dem Meeresspiegel) nördlich von Jūrmalciems. Der Park gehört zur Gemeinde Nīca (deutsch Niederbartau) im Bezirk Nīca, 15 Kilometer südlich von Liepāja (deutsch Libau). Der Park gehört zum europäischen Schutzgebietssystem Natura 2000.
Der Wert des 2004 zum Schutz der Lebensräume am Meer sowie seltener Pflanzen und Tiere eingerichteten Territoriums liegt in seinen Sanddünen, den Küstenlandschaften der Ostsee und den kleinen Fischerdörfern. Hier kann man Naturschätze wie Graudünen und die europaweit besonders geschützten Primärdünen sehen. Die Dünen bilden Komplexe mit borealen Wäldern. Besonders viele seltene und geschützte Pflanzenarten findet man in den Primärdünen und im Bereich der Sandstrände, dazu gehören Strand-Platterbse (Lathyrus maritimus, syn. Lathyrus japonicus subsp. maritimus), Dünen-Steinkraut (Alyssum gmelinii, syn. Alyssum montanum subsp. gmelinii, Alyssum arenarium), die an der baltischen Küste endemische Leinkraut-Art Linaria loeselii. Neben Grasarten bildet die Salzmiere (Honckenya peploides) im Strandbereich große Bestände. Für Dünen-Trockenrasen im Bereich der Graudünen  sind seltene Arten wie die Bocksbart-Art Tragopogon heterospermus oder das in sandigen Steppen verbreitete Leimkraut Silene borysthenica bemerkenswert.

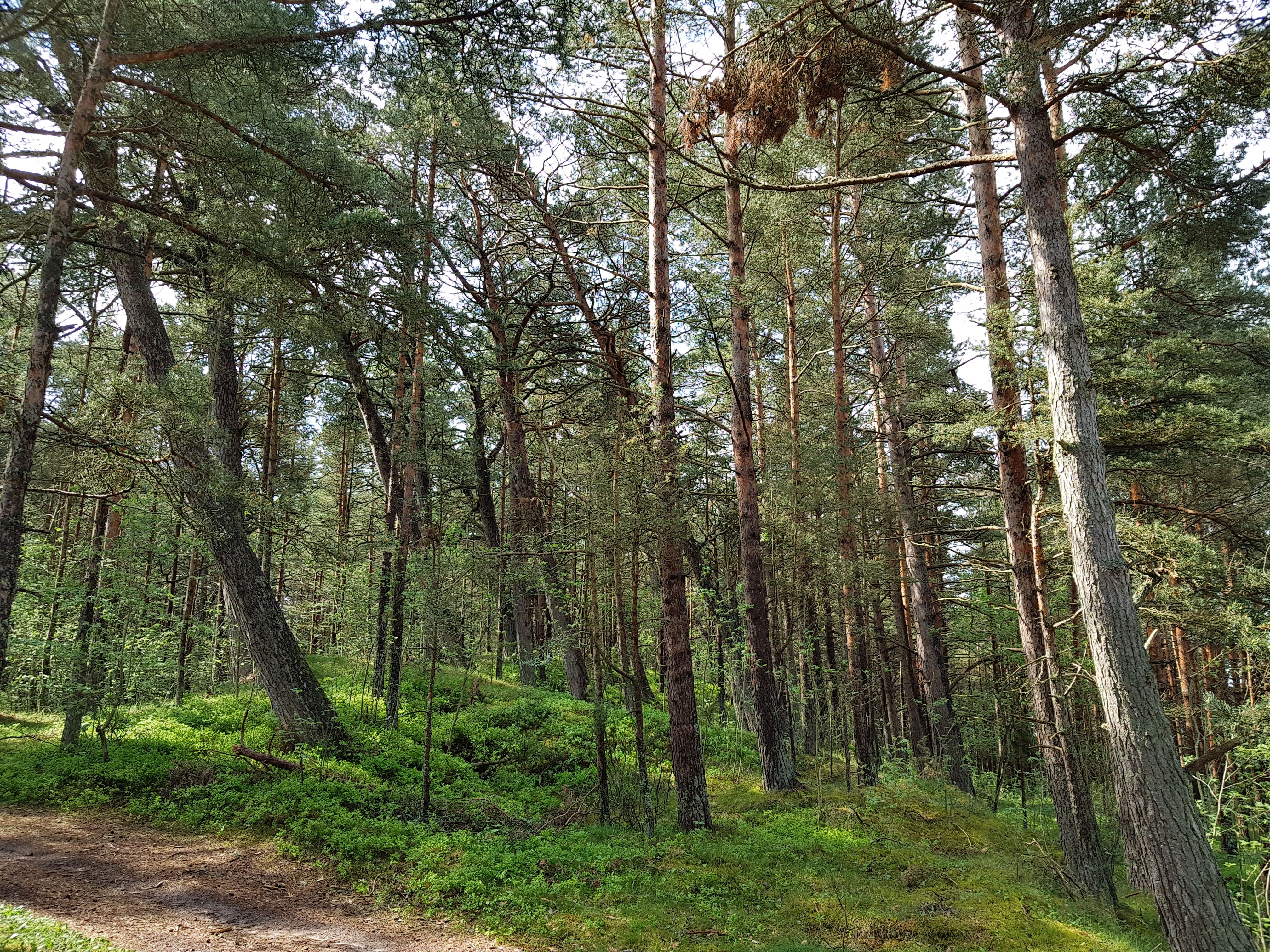
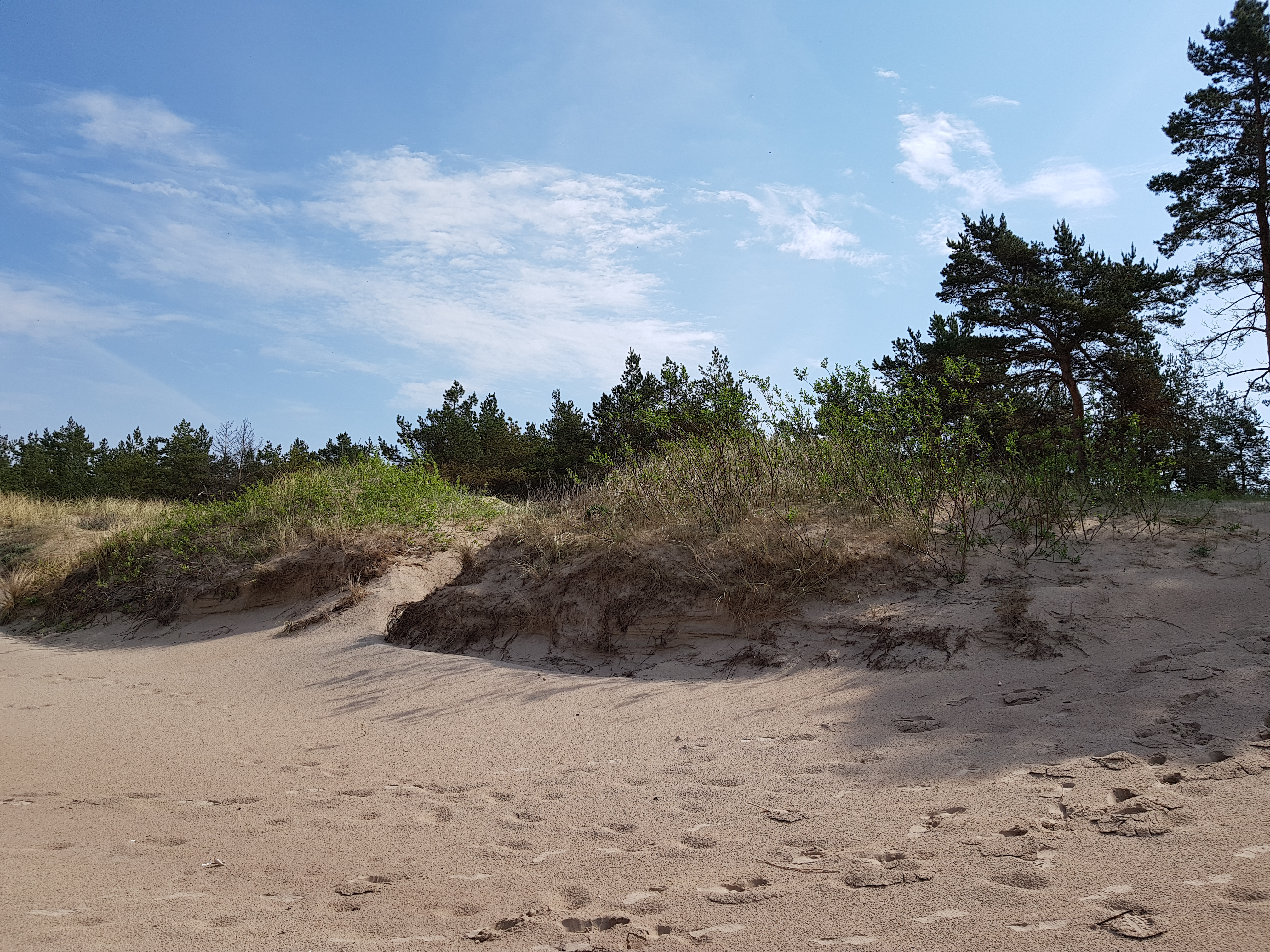
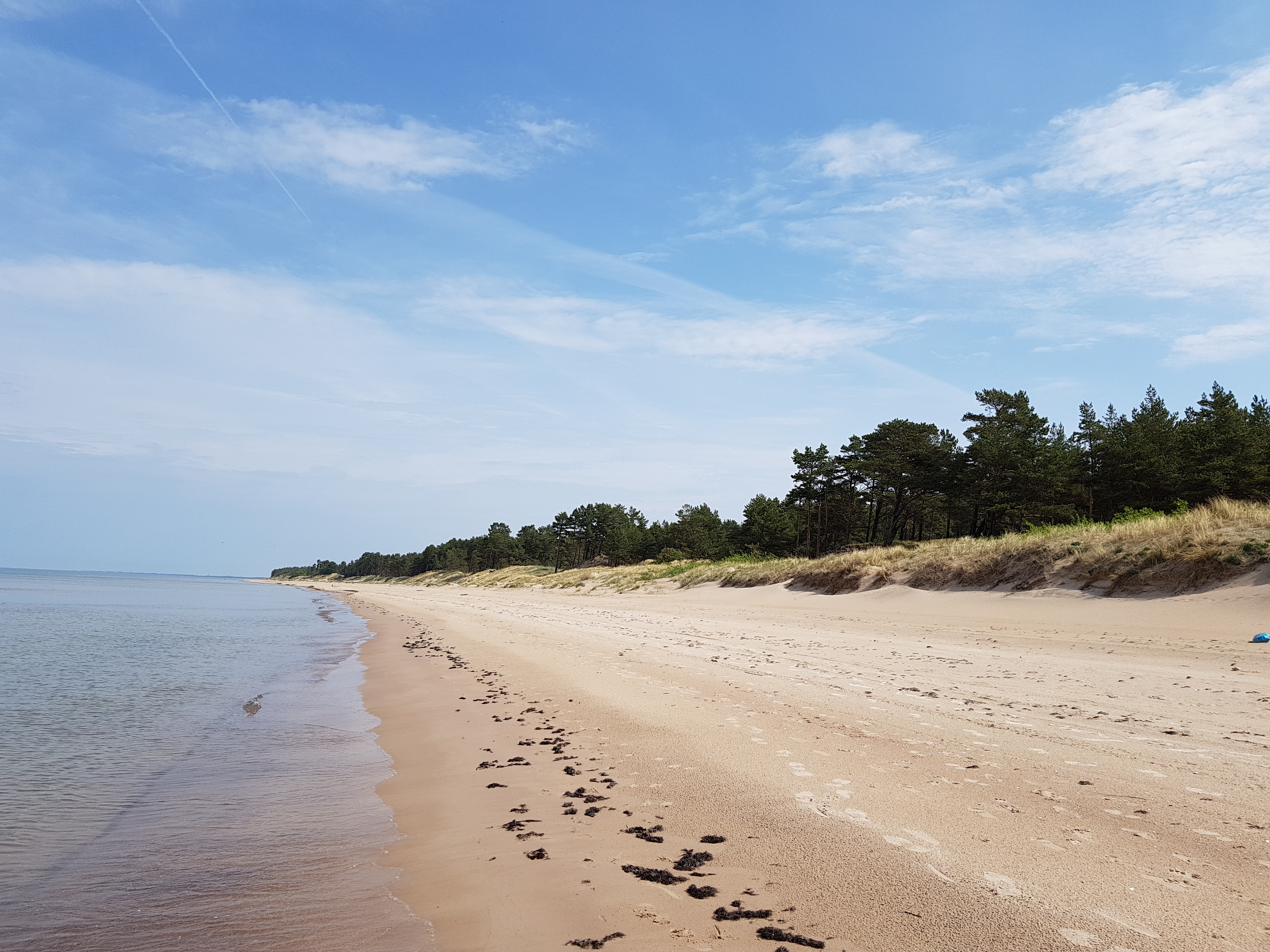
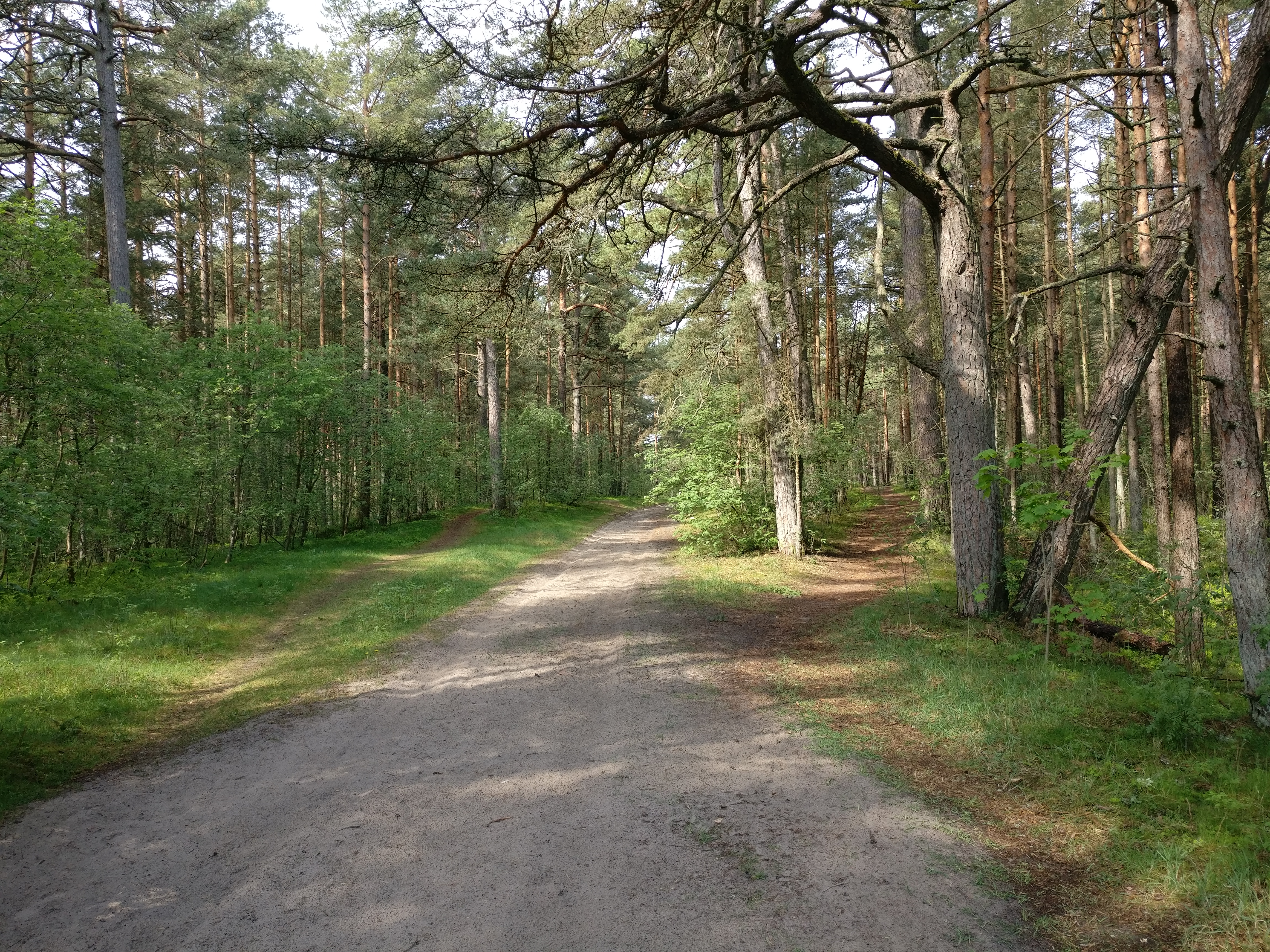

Auf dem Territorium des Parks wurde 1998 das Denkmal „Zaļais stars“ (deutsch Grüne Strahlen) des Bildhauers Vilnis Titāns errichtet. Er soll den westlichsten Punkt Lettlands markieren. Der tatsächlich westlichste Festlandpunkt (geografisch) liegt am Strand des Naturparks bei 56° 20′ 42″ N, 20° 58′ 14″ O, also etwa 3.700 m südsüdwestlich, der des lettischen Hoheitsgebiets im Meer bei 20°40' O. Auch andere Kunstwerke stehen an exponierten Stellen. Meist sind es mit maritimen Themen gestaltete Findlinge. Dort befindet sich auch ein Gedenkstein für den lettischen Präsidenten Jānis Čakste (1926) mit den eingravierten Worten des Präsidenten: „Te ir jābūt kūrortam“ (deutsch Hier muss es ein Resort geben!) vom 27. September 1924. Diese Anregung wurde erst nach der Unabhängigkeit Lettlands umgesetzt, da dieses Grenzgebiet in der Sowjetzeit nicht frei zugänglich war.
Durch den Park verlaufen der Europaradweg R1,  Ostseeküsten-Route,  Iron Curtain Trail und ausgeschilderte lettische Radwanderwege. Am Nordrand des Parks liegt der Leuchtturm Bernāti.